# Iliokomi
Iliokomi (Grieks: Ηλιοκώμη) is een plaatsje in de gemeente Amfipoli in het westen van Centraal-Macedonië in Griekenland. Het is gelegen aan de noordelijke uitlopers van de berg Pangaio. Het ligt op 12 km NO van Rodolivos, 50 km OZO van Serres en ca. 25 km ZZW van Drama. Ten westen van het dorp loopt de provinciale weg Drama - Protis.  
Het historische heilige klooster van Panagia Eikosifinissa werd gesticht in de 8e eeuw en is een belangrijke religieuze bezienswaardigheid. Andere bezienswaardigheden zijn de twee gebouwen van het oude pakhuis en de lagere school, die evenals het gebied ertussen monumentenstatus hebben gekregen. 

## Geschiedenis
In het gebied zijn er vondsten van bewoning uit de oudheid en het is waarschijnlijk dat Iliokomi toen een belangrijke plaats was. Het werd oorspronkelijk bewoond door de Thracische stam van de Zailei, het heette Siropaiones en het bevond zich rond de huidige nederzetting tot aan de landelijke locatie "Meivalikia", waar ruïnes, kleiwaterleidingen, kiugia, enz. van getuigen. Vanaf 479 v. Chr, verhuisden de eerste Griekse Macedoniërs naar Visaltia Nigritas, terwijl het grootste deel van hen zich in 339 v. Chr. daar vestigden ten tijde van Philippus II van Macedonië. 
Tijdens de periode van de Turkse bezetting waren veel inwoners etnische Turken die na de bevrijding in 1913 vertrokken, terwijl zich in 1914 vluchtelingen uit Oost-Thracië en in 1924 Grieken uit Bafra in Klein-Azië vestigden. 
Het dorp werd officieel genoemd in 1961 waarbij de naam Tserpliani werd toegevoegd aan de toenmalige Kormistis-gemeenschap. In 1934 werd het omgedoopt tot Iliokomi. Volgens het Kallikratis-plan vormt Iliokomi met Symboli de lokale gemeenschap van Iliokomi die onder de deelgemeente Kormista van de gemeente Amfipoli valt en volgens de volkstelling van 2011 342 inwoners telde.